# 波士顿学院法学院

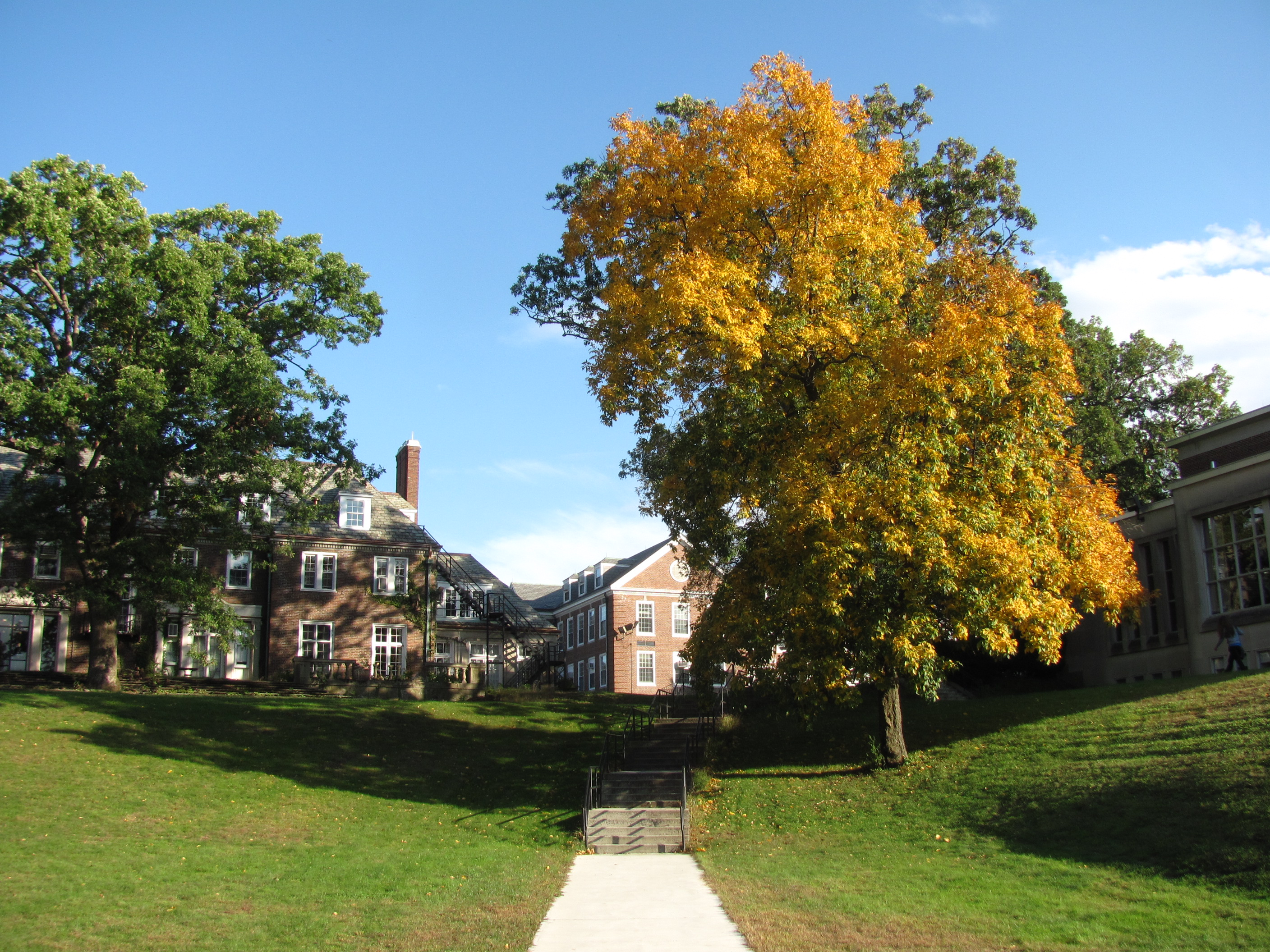
校园风景

波士顿学院法学院（Boston College Law School，简称 BC Law）
是一所自1929年起在美国马萨诸塞州牛顿创设的法学院，附属于波士顿学院。
该学院在《美国新闻与世界报道》的法学院排名里被评为第36名。
该学院跟最早在波士顿市中心，马萨诸塞州议会对面，1954年时搬到栗树山的主校区，1975年时搬到现址，跟主校区不在一起。